# كالوميل
كالوميل أو كلوريد الزئبقوز هو مُركب لا ينحل في الماء ويذوب في الماء الملكي، يوجد في الطبيعة على شكل بلورات رباعية الأوجه، بلون أبيض أو مائل إلى الرمادي أو الأصفر، ويتحول إلى اللون الأسود عند التفاعل مع الأمونيا. يتكون على شكل مسحوق بترسيبه من محلوله أو بتصعيد مزيج من الزئبق والكلور، يستعمل مبيداً للحشرات والفطريات، صيغته الكيميائية Hg2Cl2.

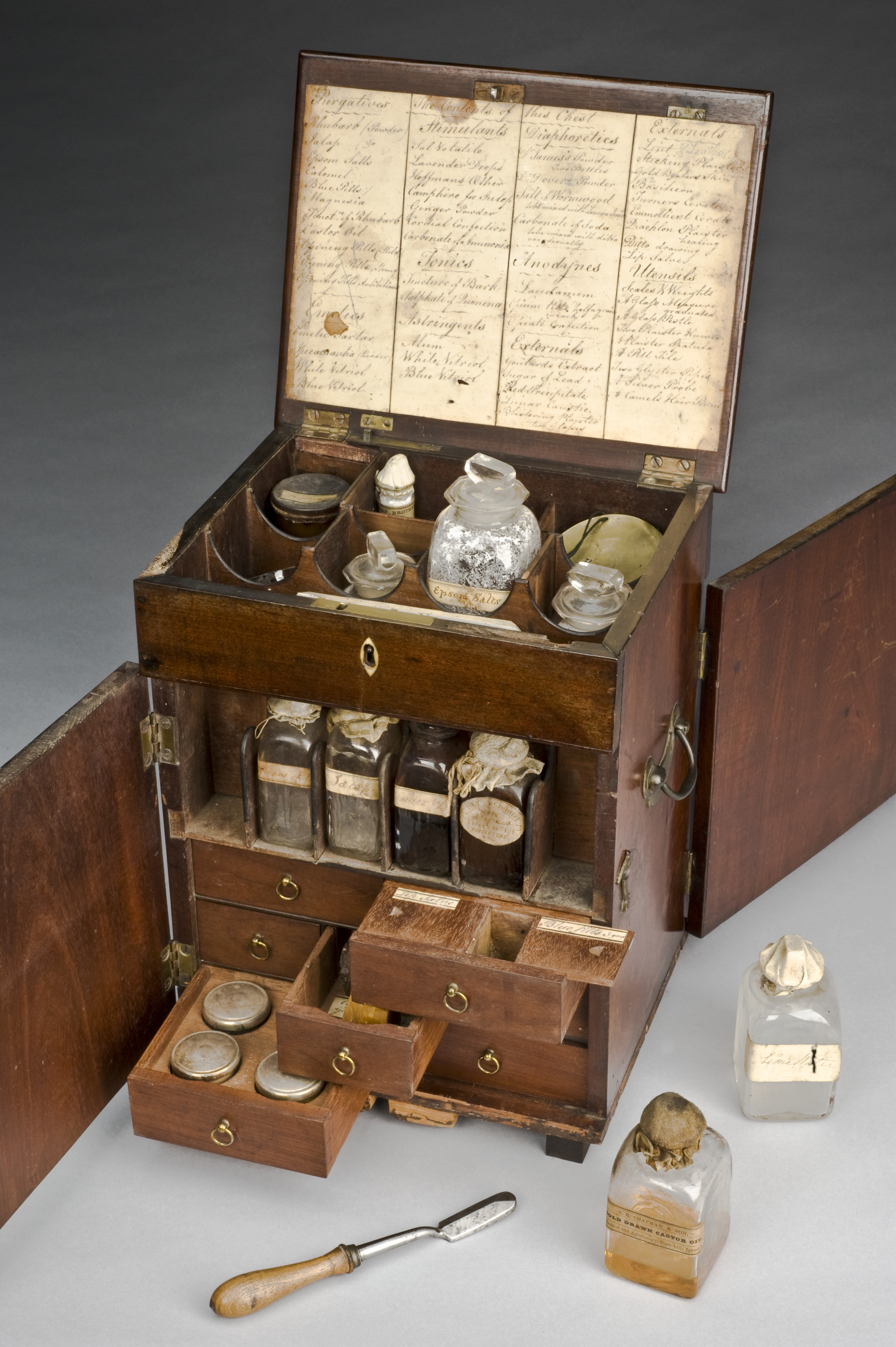
صندوق طب الماهوجني، إنجلترا، 1801-1900